# Tristellateia sancti-andreae
Tristellateia sancti-andreae är en tvåhjärtbladig växtart som beskrevs av Arenes. Tristellateia sancti-andreae ingår i släktet Tristellateia och familjen Malpighiaceae. Inga underarter finns listade i Catalogue of Life.